# جان ماري رياشي
جان ماري رياشي (24 مايو 1970 -)، ملحن وموزع موسيقي لبناني. كانت بدايته في التوزيع الموسيقي مع الفنانة إليسا في ألبوم بدي دوب. لديه الكثير من الألحان ومن ضمنها «شفته بعيني» (تلحين وتوزيع) للمطربة لطيفة، و «حبيتك أنا» (تلحين وتوزيع) للمطرب رامي عياش، و «أصعب كلمة» (توزيع) للمطرب معين شريف. كما لحن ووزع للمغنية البنانية يارا أيضا. يتميز بالألحان ذات الطابع الغربي مائلاً إلى التلحين على البيانو.

## النشأة والمسيرة
شارك جان ماري رياشي في ستوديو الفن.

## أعماله
- حرام، إليسا، 2000
- كلمة حب (توزيع)، إليسا، 2002
- أحلامك (توزيع)، رامي عياش، 2000
- والآه (توزيع)، رامي عياش، 2000
- سواد النني (توزيع)، رامي عياش، 2000
- الله عليك (توزيع)، رامي عياش، 2001
- قلبي مال، رامي عياش، 2002
- الليل يا ليلى (إعادة توزيع بطريقة عصرية)، رامي عياش، 2002
- بهواك (توزيع)، رامي عياش، 2002
- الله يكون معاك (توزيع)، رامي عياش، 2002
- على بالي هواك (توزيع)، مادلين مطر، 2003
- يا مسهر عيني، رامي عياش، 2004
- مبروك، رامي عياش، 2004
- خليني معاك، رامي عياش، 2004
- يا عمري لا، رامي عياش، 2004
- ليه، رامي عياش، 2004
- حبيب القلب، رامي عياش، 2004
- حبك محيرني، رامي عياش، 2004
- الحنان و الحب، رامي عياش، 2004
- ناسيني، هشام عباس، 2004
- ساعات، هشام عباس، 2004
- سبيها تحبك، هشام عباس، 2004
- أحلى عيون، هشام عباس، 2004
- بسلم، هشام عباس، 2004
- باحن إليه، هشام عباس، 2004
- آه من هواك، إليسا، 2004
- بعدا، إليسا، 2004
- قرب لي، إليسا، 2004
- سهران معاك الليلة (تلحين وتوزيع)، أحمد الشريف، 2005
- شفته بعيني (تلحين وتوزيع)، لطيفة، 2006
- اعتزلت الغرام (توزيع)، ماجدة الرومي، 2006
- بالقلب خليني (تلحين وتوزيع)، ماجدة الرومي، 2006
- بيوم عرسك، ماجدة الرومي، 2006
- حبيتك أنا (تلحين وتوزيع)، رامي عياش، 2006
- خليك (توزيع)، رامي عياش، 2006
- يا بنت الجيران، رامي عياش، 2006
- ومن الشباك، رامي عياش، 2006
- ضميني، رامي عياش، 2006
- دانا وأنا، رامي عياش، 2006
- خلي عندك دم، رامي عياش، 2006
- يسمحولي الكل (تلحين وتوزيع)، أصالة نصري، 2008
- بالعكس، رامي عياش وعبير نعمة، 2009
- لا في ان روز (توزيع)، لوراليس، 2009
- إنت أنا، ألين لحود، 2009
- بالليل، سيمون عبيد، 2009
- إنكونتروس (توزيع)، كاتيا فرانك، 2009
- بحبك، عبير نعمة، 2009
- البنت الشلبية (توزيع)، 2009
- لما بدا يتثنى (توزيع)، 2009
- القصة بتقول، أروى، 2009
- فلاي مي تو ذا مون (تلحين وتوزيع)، 2009 (مقطوعة موسيقية)
- شو في بينك وبينا (تلحين وتوزيع)، شذى حسون، 2010
- شفتو من بعيد (تلحين وتوزيع)، يارا، 2010
- جيت مجنوني، كارول سماحة، 2010
- سميتك ماما، أيمن زبيب، 2010
- مغرومي، رامي عياش، 2010
- حبيبة قلبي، رامي عياش، 2010
- افرح فيكي، رامي عياش، 2010
- انتي زعلتي، رامي عياش، 2010
- صار عندي القمر، رامي عياش، 2010
- مغروم، يارا، 2011
- اقبلني هيك (تلحين)، (ألبوم: غزل)، ماجدة الرومي، 2012
- ضوي السما، يارا، 2013
- بنوته بمية راجل، نانسي عجرم، 2013
- دعاية لبيبسي، بريجيت ياغي، 2013
- سيبالك، بريجيت ياغي، 2013
- صحارى العرب (تلحين وتوزيع)، غناء زياد الحربي وعاصي بيطار، 2015
- هالأسمر (تلحين وتوزيع)، عبير نعمة، 2016
- تيغيلا (توزيع)، 2016
- شادو أوف يور سمايل، 2016
- رايح ع دبي، (كلمات: نزار فرنسيس. تلحين وأداء: جان ماري رياشي)، 2016
- رجّال، عاصي الحلاني، 2017
- قصة حب، رامي عياش، 2019
- لو أحلامي، رامي عياش، 2019
- سوق عكاظ، 2019 (مقطوعة موسيقية)
- متغير عليي (توزيع)، نسرين طافش
- يمكن، عاصي الحلاني
- سميتك عمري، أيمن زبيب
- يسمحولي الكل، أصالة نصري
- انت والغنيه، أميمة الخليل
- يا حبيب القلب، رامي عياش
- طار البلد، راغب علامة
- أحلى غرام، ملحم زين
- من ورايا، أماني السويسي
- ما في قلك، أمانى السويسي
- انتو أملنا، راغب علامة
- بدي دوب، أليسا
- أصعب كلمة (توزيع)، معين شريف

## وصلات خارجية
- جان ماري رياشي على موقع IMDb (الإنجليزية)
- جان ماري رياشي على موقع ميوزك برينز (الإنجليزية)
- جان ماري رياشي على موقع ديسكوغز (الإنجليزية)